# Cultura lambayeque
La cultura lambayeque o sicán es una cultura arqueológica precolombina del Antiguo Perú que se manifestó entre los siglos VIII y XIV d. C. en el territorio costeño que corresponde al departamento de Lambayeque, llegando a su apogeo entre los siglos X y XI d. C..  Esta cultura se formó tras el declive de la cultura moche, asimilando gran parte del conocimiento y tradiciones culturales de esta.
En su desarrollo se distinguen tres fases o etapas:
- Fase temprana (700-900).
- Fase intermedia (900-1100).
- Fase tardía (1100-1375).

Destacaron en arquitectura, e incluso llegaron a ser grandes navegantes. Si los moche asombraron con la belleza de sus joyas y su ingeniería hidráulica, los lambayeque sorprenden aún más con sus aleaciones, sus finos acabados en orfebrería y sus enormes sistemas de irrigación. Aunque no lograron el tamaño de los moche, ni su complejidad política, no cabe duda de que en estas artes fueron sus discípulos o herederos predilectos.
Ejemplares emblemáticos del arte lambayeque son el tumi o cuchillo ceremonial de oro y la máscara funeraria lambayeque de oro. Es de destacar también la tumba fastuosa del llamado Señor de Sicán, descubierta por Izumi Shimada en la Huaca del Loro, en Batán Grande, y la tumba de la sacerdotisa de Chornancap, descubierta en la huaca del mismo nombre. En textilería realizaron las técnicas típicas como bordado, tejido, teñido y estampado; a las que se le agregó la técnica de la pluma. Al mismo tiempo, utilizaron materiales que aún representan a Perú como la lana y el algodón.

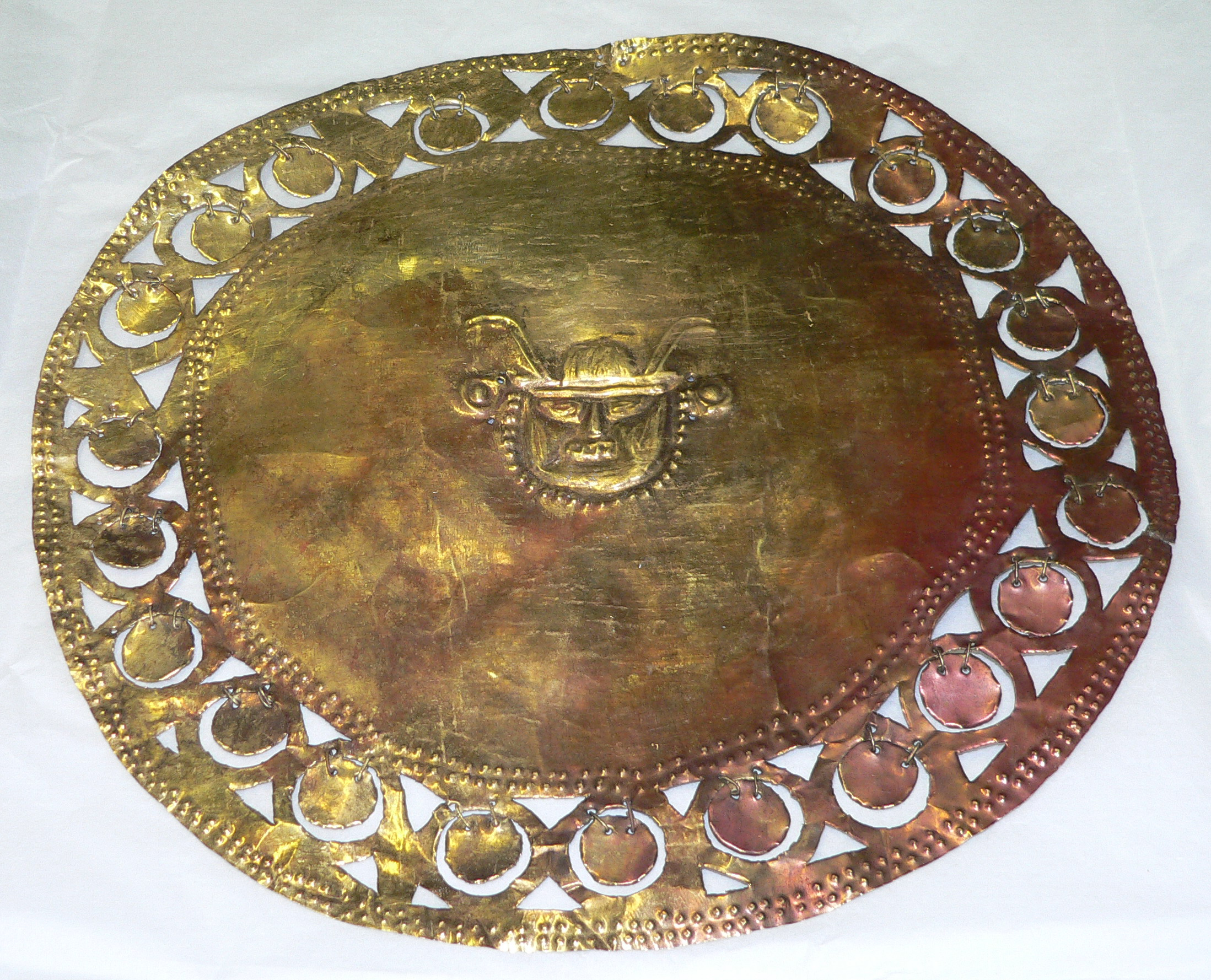
Adorno discoidal dorado, laminado y calado decorado con lentejuelas.

Tras un período de decadencia en la fase tardía relacionada con un evento climatológico del fenómeno El Niño, fueron conquistados y subyugados por el reino chimú quienes absorbieron sus habilidades en orfebrería.
Los últimos hablantes del idioma mochica o muchic, hablado por los lambayeque o sicán, se registraron hasta mediados del siglo XX en las localidades costeras de Etén y Puerto Etén de la provincia de Chiclayo en Lambayeque como fue el caso de Simón Quesquén del que se recopilaron audios de la fonética ya tardía del idioma. Aunque existen programas que actualmente intentan revitalizarlo en algunas zonas del departamento.

## Espacio, origen y tiempo
La cultura lambayeque tuvo su núcleo de desarrollo entre los valles de los ríos Motupe por el norte y Jequetepeque por el sur, entre el 700 y 1350. Si bien su centro cultural abarcaba principalmente el actual departamento de Lambayeque, su influencia se extendió en toda el área comprendida desde Sullana al norte (departamento de Piura), hasta cerca de Trujillo al sur (departamento de La Libertad).

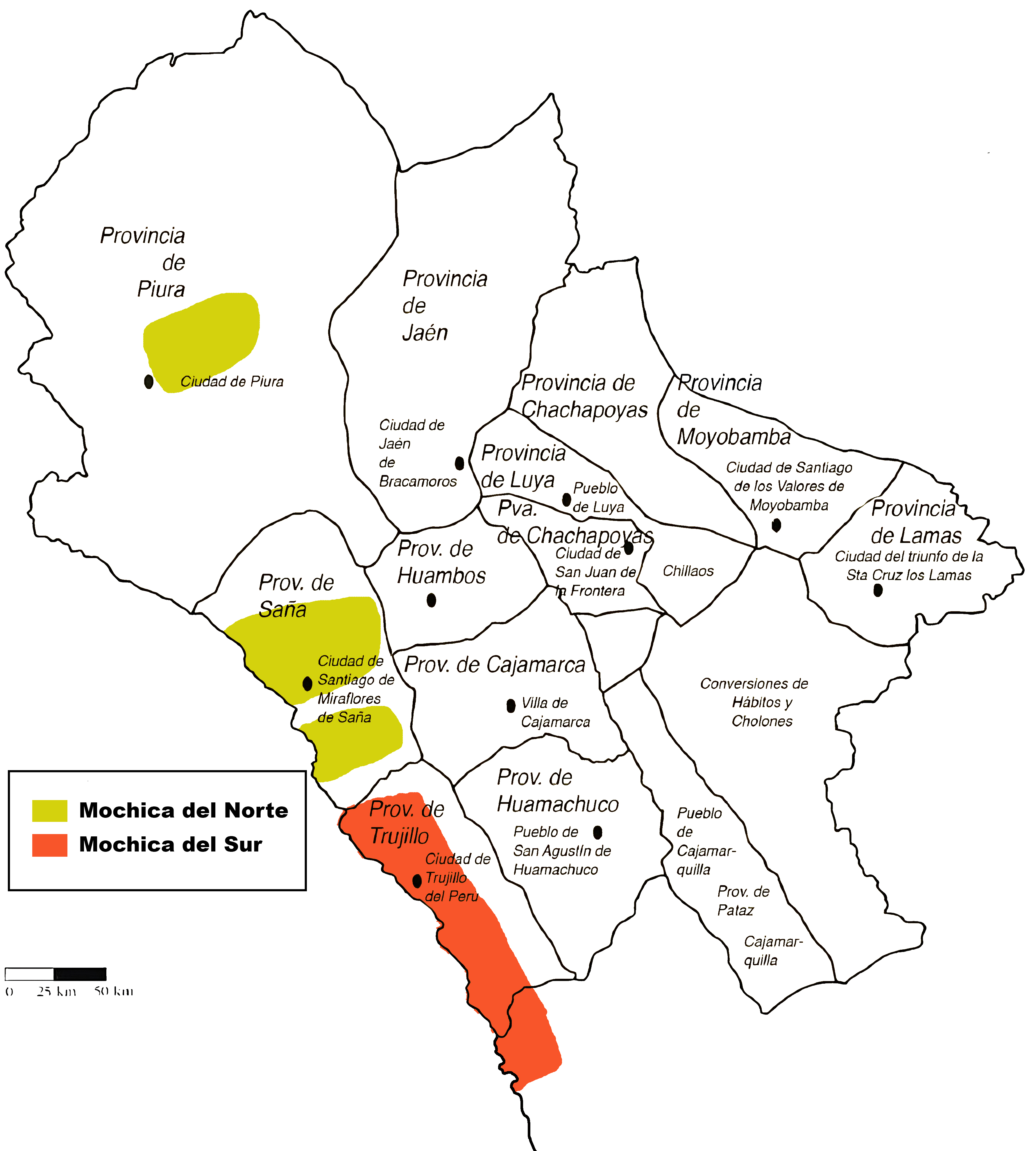
mapa que ilustra las 2 zonas culturales moche, que dieron origen a los lambayeque y chimú.

Los lambayeque surgieron en el territorio norte de la cultura moche, cuando esta decayó, posiblemente, por un devastador fenómeno climatológico de El Niño.
Habiendo surgido cuando la cultura wari se hallaba en auge, se presume que lambayeque añadió a la herencia cultural moche la influencia cultural de esta. Por su ubicación geográfica, se presume que también recibió influencia cultural de la cultura cajamarca. Una influencia ya tardía, provino de los chimú. Pese a que lambayeque era un poco más antigua, ambos descendían de los moche, solo que lambayeque surgió en el norte, mientras que chimú, en el sur. Casi todo el desenvolvimiento de lambayeque transcurrió paralelo al de chimú y por ello hubo una influencia recíproca entre ambas culturas. Existe un debate si debe catalogarse como cultura mochica a la cultura lambayeque que lo plantea el historiador Waldemar Espinoza Soriano, el cual también considera un punto étnico al tomar en cuenta el sustrato étnico de los habitantes actuales de los departamentos de Lambayeque y La Libertad.

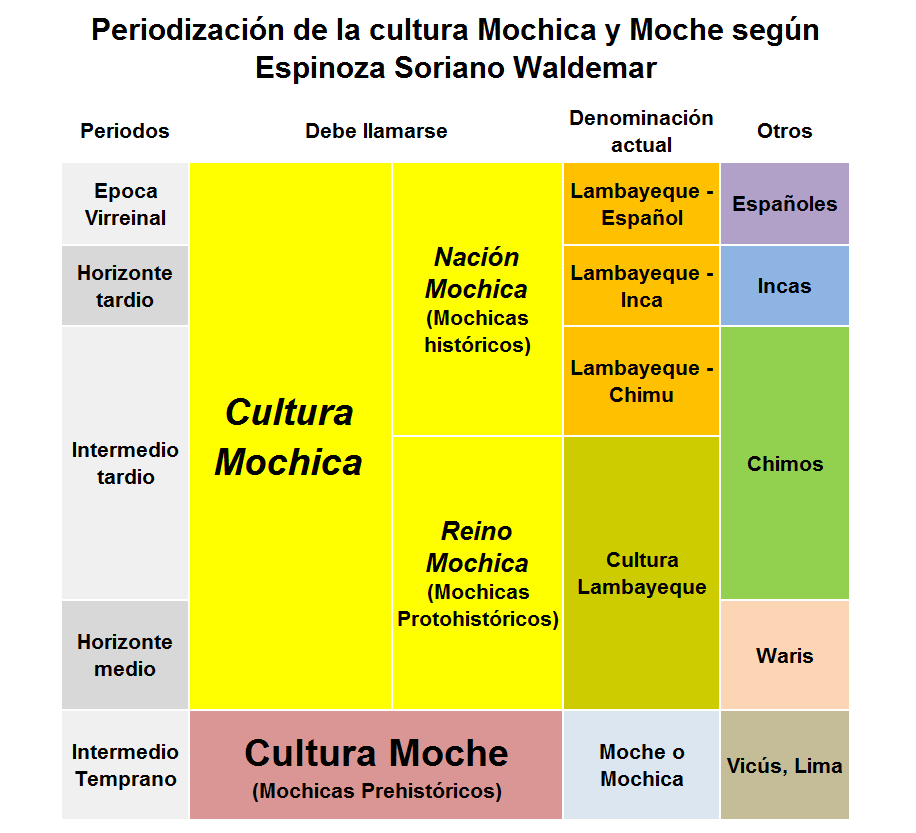
Periodización de cultura moche y lambayeque, así como los períodos posteriores y paralelos.

## Origen legendario
Una leyenda oral intenta explicar el origen de esta cultura, transmitida y recopilada por el cronista español Miguel Cabello Valboa, en su crónica Miscelánea Antártica (1586), relata que un gran rey de nombre Naylamp, Naymlap, Naimlap o Ñañlap, llegó por mar (Pacífico) desde el sur, en medio de una gran flota de balsas y acompañado de una lujosa corte de funcionarios, versados en diferentes artes y oficios. Desembarcó en la boca del río Faxllang o Faquisllanga (río Lambayeque) y se adentró unos 2 km tierra adentro, instalándose en un lugar donde edificó una huaca a la que llamó Chot, que probablemente es la que se conoce actualmente como Huaca Chotuna. El rey trajo un ídolo de piedra verde (esmeralda o jade) llamado "Yampallec" (del que deriva el nombre de Lambayeque), que era una representación de su propia imagen, la misma que guardó en la huaca de Chot.
Naylamp inauguró un largo período de paz y prosperidad en la región. Tuvo hijos en su esposa y 40 concubinas y murió en avanzada edad, siendo sucedido por su hijo Cium. La nobleza le enterró en su palacio, pero deseosos de hacer creer en su inmortalidad, anunciaron que, hastiado de la vida terrena, había empleado su poder para hacerse crecer alas y se había remontado en vuelo al cielo, así fue convertido en divinidad. 

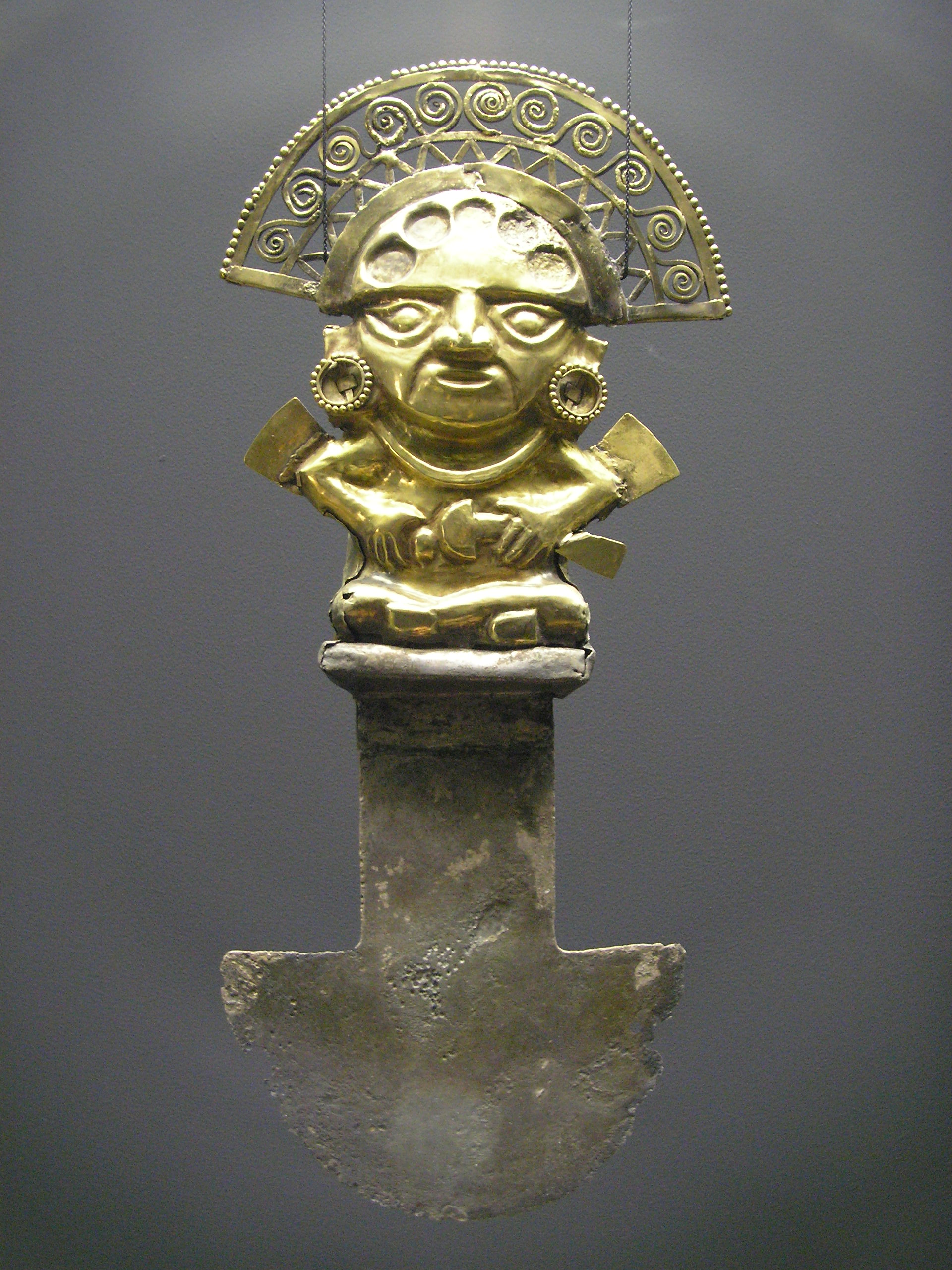
Tumi: representación de Naylamp.

Naylamp inauguró una dinastía de varios soberanos, doce en total, incluyendo a él; el último de ellos, el rey Fempallec, quiso trasladar el ídolo Yampallec a otro lugar, provocando la ira de los dioses. En ese trance, un demonio en forma de mujer se le apareció a Fempallec y lo tentó a tener relaciones carnales. El pecado del rey ocasionó una serie de desgracias para la nación lambayeque: lluvias, sequías, hambruna. El castigo se completó cuando posteriormente llegó de los reinos del sur un tirano poderoso, el Chimo Cápac o Chimú Cápac, que se adueñó de las ricas tierras de Lambayeque e impuso a un nuevo gobernador para los locales de nombre Pongmassa.
Esta leyenda oral explicaría cómo una dinastía de reyes exitosos dominó la región basándose en un culto religioso, y que finalmente la falta de atención en el gobierno por el último de ellos terminó con la dinastía, mientras que el pueblo fue conquistado por un tirano del sur. Se sabe que ese tirano era un rey chimú, que conquistó Lambayeque. Los sacerdotes, desesperados, habrían buscado explicaciones a su desdicha. Por eso el mito termina sugiriendo una ofensa a los dioses y el consecuente castigo que éstos supieron propinar.
Por otro lado, los datos arqueológicos vienen sugiriendo que la dinastía de Naylamp pudo haber sido fundada en las tierras donde gobernaban antiguamente el Señor de Sipán y sus descendientes después del 1000 d. C. Chero (2014) ha obtenido fechados alrededor de los años 850-900 d. C. para contextos con la presencia de materiales diagnósticos para los estilos Mochica Tardío y Cajamarca. Al parecer los primeros elementos culturales relacionados con Naylamp aparecerían después del 1000 d. C. (Bracamonte, 2017).
El mito de Naylamp también relata que en el valle de Lambayeque se fundaron dos grandes cacicazgos cuyo límite territorial fue el río Lambayeque; al Norte, Sinto gobernado por Nor, comprendía los territorios de los actuales pueblos de Pátapo, Tumán, Capote y Luya; mientras que al Sur estaba Collique, comprendiendo Saltur, Sipán, Pucalá, Pampa Grande, Popán, San Nicolás, parte de Cayaltí y los asentamientos de indios de Chiclayo (Ramírez, 1981).

## Origen y significado del término Sicán
El estudioso alemán Hans Henrich Brüning (1922-1923), al revisar el expediente de compra de la hacienda Batán Grande, cuya sede se ubica en el pueblo de Batán Grande en el distrito de Pítipo, dio a conocer que esta tuvo por nombre "Sicán" y afirmó que era muchik, además, dedujo erróneamente que era el producto de la unión de dos palabras: Si= Luna y An = Casa o templo (vocablos recogidos por Fray Antonio de la Calancha en 1638), que significa “Casa o templo de la Luna”. Esta aseveración la han aceptado otros investigadores (P.Kosok 1965 y J.Rondón 1966) desde la década de 1920 hasta ahora. Izumi Shimada, llevado por esta hipótesis, ha continuado asegurando que la cultura sicán, llamada por él “lambayeque” hasta 1983, tuvo una religión que erigió como diosa a la luna, poco enfatizada en su iconografía. José Maeda en 1982, tras un análisis del vocablo con datos etnohistóricos (Revista “Umbral" n°9-10, FACHSE (UNPRG), Diciembre del 2005 pp 58-69), propone lo siguiente:
1. Que la palabra original en el idioma mochica o muchik sería Xllang, que pronunciado sería “Sian” según el diccionario matriz del sacerdote Fernando de la Carrera y Daza en 1644, titulado “Arte de la lengua yunga”; la palabra “Xllang” significa 'sol' y la encontramos por ejemplo en el antiguo nombre del río Lambayeque: Faxllang(a); la pronunciación “Sian” fue escrita con la “C” y la “P” al centro, no siendo una palabra compuesta como sugiere Brüning.
2. Entre 1782 y 1785 el Obispo Baltasar Jaime Martínez Compañón y Bujanda hizo un programa de investigación y recopilación de datos de diferentes materias, denominado Códice Compañón, incluyendo la lingüística dentro del antiguo Obispado de Trujillo; él recopiló 43 palabras castellanas con sus respectivas traducciones en las siguientes lenguas: quechua, mochica o yunga (muchik), sec (Sechura); colán (de Piura), catacaos o tallán; culli (Huamachuco), hivita (Huaylillas) y cholón (San Martín); en la lengua sechurana encontramos que la palabra Sicanni (correspondiendo la n.º 13) significa “hermano”; efectivamente documentos que datan del año 1536 dan cuenta del indio principal llamado “Cicáni” o “Cani”, el mismo que diera su nombre a la estancia que desde 1565 se llamó “Cican”, en 1721 toma el nombre de "Batán" y a partir de 1868 se conocería como “Batán Grande”, que incluía a otras estancias como: Fabellep, Xotoro, Falcep, Sodo, Raco, Calup, Lalech (La Leche) o Lamcarlech ("Cabeza de Vaca" en muchik), Sadup, Vidup, Pochoc y Lup. Maeda cree que el personaje nativo vino de Sechura, como muchos de sus paisanos en esa época y que, después de servir al Cacique o Señor de Xayanca por el año 1530, migró sin retorno con cerca de 200 indios (tributarios) jayancanos al área serrana de Guambos (importante zona minera que pertenecía a la jurisdicción del cacicazgo de Túcume, actualmente pertenece a Cajamarca) tal como atestiguaban el cacique Facollape y otros nativos en la “Visita de Jayanca y Pacora” que hizo en 1540 don Sebastián de la Gama, Teniente de Gobernador de San Miguel de Piura.

## Etapas de la historia
El arqueólogo japonés Izumi Shimada, que estudió esta cultura durante varios años, ha dividido la historia de Lambayeque (o "Sicán" como prefiere denominarla) en tres etapas:

### Sicán temprana (750-900 d.C.)
Es una etapa poco conocida, porque los objetos arqueológicos (cerámica, textiles, arquitectura) son escasos. Está asociada a la fase final de la cultura moche y a la gran influencia de Wari. Estas evidencias indican que Lambayeque estaba todavía en plena formación y muy susceptible a las influencias externas.
Los sicanes parecen haberse desarrollado primariamente en el área de Lambayeque y las áreas circundantes en la mitad norteña de la costa norte del Perú. Debieron mucho de su extraordinario desarrollo a la gran capacidad agrícola de la región Lambayeque, así como a los avanzados antecedentes culturales en la costa norte, particularmente los del Mochica norteño (hacia 100 a 750 d. C.) y la adopción selecta de conceptos religiosos introducidos por la cultura wari y culturas afiliadas.
En esencia, el periodo Sicán Temprano fue consecuencia de interacción interregional y movimientos poblacionales de largo plazo sin precedente, en el que se fusionaron las dos tradiciones culturales andinas más importantes de la costa norte y la sierra sur. Fue una era de transformaciones en que valores, creencias, tecnologías e instituciones existentes (locales), así como las introducidas fueron revisadas y adoptadas, modificadas o rechazadas selectivamente. El resultado puede denominarse como una «verdadera cultura andina», ya que forjó una nueva identidad mediante una fusión selectiva de elementos de las tradiciones andinas más prominentes del norte y del sur. (Shimada, 2014). 

### Sicán medio (900-1100 d.C.)
En esta etapa Lambayeque se unificó y fue adquiriendo una identidad cultural propia. Se estableció una capital en el complejo Batán Grande, liderada por reyes-sacerdotes (teocracia) que difundieron el culto al dios Sicán (Luna). La leyenda de Naylamp explicaría esta etapa. Es un período de apogeo, de donde provienen los suntuosos enterramientos de gente rica que has sido develados por los arqueólogos, como la tumba del Señor de Sicán (hallado en la huaca del Oro), cuando se desarrolla el comercio y construye el sistema de irrigación que conectó los valles lambayecanos.
La caída de la cultura Wari (hacia 800-850 d. C.) y el consiguiente debilitamiento de su influencia brindó el momento para la rápida emergencia de la identidad y autonomía política y religiosa de Sicán. Al parecer es durante los primeros cincuenta años de este periodo (900-950 d. C.) que se establecen rápida y paralelamente las bases de las tecnologías, ideologías e instituciones políticas que aseguraron el destacado crecimiento del poder político y económico, así como el prestigio social y religioso. Algunos elementos representaron un lógico refinamiento de desarrollos anteriores, en tanto que otros constituyeron innovaciones culturales; es decir, vemos la amalgamación innovada de antiguas y nuevas ideas, instituciones, materiales y tecnologías en una renovada configuración que denominamos Sicán Medio. Al mismo tiempo, el sitio de Sicán en el Santuario de Pómac emergió como el centro preeminente cívico y religioso de la región Lambayeque.
El notable desarrollo de la cultura Sicán en el periodo Sicán Medio es discutido a profundidad posteriormente en cuanto a su: a) arte y religión distintivos, b) tecnologías innovadoras y producción a gran escala y sin precedente de una amplia variedad de productos cerámicos y metálicos, y c) resurgimiento de templos montículos monumentales y autoridad religiosa. Hacia 1000 d. C., la cultura Sicán se jactaba de distinciones adicionales, incluidas d) una composición multiétnica y jerarquía social claramente demarcada, e) tumbas de fosa de élite de dimensiones y riqueza material sin precedente, y f) una red comercial a larga distancia que aseguró un conjunto de bienes de prestigio exóticos desde Ecuador y Colombia, al norte, y la Amazonía andina, al este, a cambio del intercambio de productos agrícolas locales y metalúrgicos. Todas estas características son prueba de una economía productiva, marcada diferenciación social y una religión influyente que aseguraron un poderoso e influyente Estado teocrático.
Hacia el 1000 d. C., la entidad política de Sicán Medio había establecido también sus dominios sobre la costa norte norteña desde al menos el valle de Piura, al norte, hasta el valle de Chicama, al sur, una distancia de 350 km. Hay indicaciones de que su dominio haya incluido, además, al valle de Moche (el centro de poder del anterior Mochica sureño y el posterior Imperio chimú). Más aún, ejerció fuerte influencia artística, religiosa y probablemente económica sobre un área más extensa, tan lejos por el norte, como el valle de Tumbes, y, probablemente, hasta el valle de Ica, por el sur, una distancia total de 1300 km. En muchas áreas de esta extensa esfera de influencia vemos no solo cerámica y textiles de Sicán importados del núcleo Sicán en la región Lambayeque, sino también imitaciones locales. Como se detalla a continuación, su red comercial se extendió mucho más al norte. Esta distribución rápida y extensiva de un conjunto de productos de Sicán Medio altamente diagnósticos constituyeron lo que los arqueólogos denominamos un «horizonte cultural».
El poder, el prestigio y la riqueza que surgió en la época temprana del periodo Sicán Medio disminuyó tan rápido como el liderazgo, y las clases bajas enfrentaron los primeros golpes de una sequía de tres décadas que empezó alrededor de 1020 d. C., seguida por un megafenómeno de El Niño, con lluvias torrenciales asociadas y una inundación devastadora entre los años 1050 y 1100 d. C.
La sequía antes mencionada podría haber reducido significativamente la cantidad de agua que llegaba a la costa y, consecuentemente, la producción agrícola. La poca habilidad de los líderes de minimizar o revertir estos efectos adversos puede haber resultado, primero, en una falta de confianza y culminado finalmente en la destrucción del templo. De hecho, entre la sequía y la inundación, toda la arquitectura importante que simbolizaba el liderazgo de Sicán Medio en la capital de Sicán fue sistemáticamente incendiada. (Shimada, 2014).

### Sicán tardío (1100-1375 d.C.)
Es la etapa de decadencia y final. Batán Grande sufrió un gran incendio que coincidió con un periodo de sequías; los pobladores, hartos de tributar a los reyes-sacerdotes, se trasladarían a la ciudad de Túcume, renegando del culto al dios Naylamp. Finalmente serían conquistados por el rey chimú (Chimú Cápac), quien los convirtió en provincia de su reino (1375). La parte final de la leyenda de Naylamp trataría de explicar esta última etapa.
La transición del periodo Sicán Medio al Sicán Tardío alrededor de 1100 d. C. fue un punto crucial en la historia de esta cultura. La destrucción y el abandono de la capital de Sicán estuvo acompañada en el tiempo por abruptos e importantes cambios en el arte sicán; los íconos que habían simbolizado la religión y élite de Sicán, de manera que impregnaron los medios artísticos, básicamente desaparecieron. Aun aquellos íconos que decoraban cerámica paleteada utilitaria desaparecieron. En contraste, los motivos abstractos, altamente convencionales, persistieron en la cerámica paleteada del Sicán Tardío. Los felinos míticos y otras criaturas que habían sido auxiliares a la deidad sicán y que precedieron al surgimiento del arte de Sicán Medio, también sobrevivieron a la transición Sicán Medio-Sicán Tardío. En la capital de Sicán Tardío de El Purgatorio en la unión de los valles de La Leche y Lambayeque, se observan sucesivas fases de frisos de barro en la Huaca Las Balsas, cuya ocupación abarca desde Sicán Tardío hasta el periodo inca, y muestran olas estilizadas, botes de caña con estilizadas aves y ‘hombres-ave’, así como otros motivos relacionados con el océano y las aves, importantes temas de la iconografía de Sicán Medio. La forma de la cerámica tanto doméstica como fina, el uso de decoración pintada en negro fugitivo y la popularidad de la cerámica negra y marrón también continuaron durante el periodo Sicán Tardío. (Shimada,2014).

## Aspecto político
Fue gobernada por el rey-sacerdote (teocracia), que vivía en un palacio rodeado de una fastuosa corte. Cuando moría se le enterraba en una tumba con ricas ofrendas, como se puede apreciar en la del llamado Señor de Sicán, descubierta en la Huaca del Oro (perteneciente a la zona arqueológica de Batán Grande) en 1991.

## Aspecto social
Fue una sociedad clasista. Los lambayeque tuvieron una rígida estratificación social.
- En la cima de su pirámide social estaba la élite, que estaba conformada por el rey y su familia.
- Luego se hallaba el cuerpo de administradores, quienes se encargaban de vigilar el orden económico.
- Seguían los artesanos y especialistas, quienes producían bienes de lujo para la élite y también para la exportación.
- Por último, estaban los agricultores y la gente común, que trabajaban para mantener a todas las clases anteriores.

## Aspecto económico
La economía estuvo basada en la agricultura intensiva y por irrigación.
Los lambayeque heredaron parte de los sistemas de irrigación construidos por los moche; pero sus obras fueron más colosales porque los espacios que lograron irrigar fueron mucho mayores. Tienen la autoría de casi toda la red de canales, bocatomas y reservorios, que articuló los valles de Reque, Lambayeque, Motupe, La Leche y Saña. Destacan los canales denominados Taymi Antiguo o Tayme, Coyque o Collique y Raca Rumi.
El resultado fue una agricultura próspera, con cultivos de pallares, frijoles, camote, calabaza, zapallo loche, maíz y algodón. Ello convirtió a la costa norte peruana en la zona más rica y productiva del Antiguo Perú.
Articular tantos valles y estar en una zona estratégica (fácil de vincularse con las distintas regiones), les permitió destacar también en el comercio.

## Aspecto religioso
De esta cultura se conservó por vía oral el ya mencionado mito o leyenda de Naylamp, 
La divinidad principal de los lambayeques era el mismo Naylamp, hombre de ojos alados, que está representado en cuchillos ceremoniales (Tumis), en las máscaras funerarias y en otros trabajos de orfebrería, así como en los ceramios.

## Arquitectura
Los lambayeque construyeron grandes complejos monumentales en donde residían los reyes-sacerdotes, se dirigía el culto religioso y se administraba la economía. Por el tamaño y la inexistencia de barrios populares, algunos estudiosos prefieren considerarlos centros ceremoniales y no ciudades (el pueblo vivía en su inmediaciones y solo ingresaba para pagar tributos u ofrendar a los dioses).
Eran complejos con varias pirámides hechas de ladrillos de adobe, todas truncas (sin vértice ni punta, igual que las de los moches). Debido a las lluvias torrenciales, que caen de tiempo en tiempo, y a la acción de los inescrupulosos huaqueros (ladrones de tumbas antiguas), muestran poco de su antigua imponencia arquitectónica (están muy deterioradas). Las principales pirámides o huacas se hallan en Batán Grande, Túcume y Apurlec.
Cerca de Batán Grande se halla otro conjunto importante, acaso más antiguo, conocido con el nombre de Pampa Grande. Otro monumento digno de mencionar es la Huaca Chotuna, a 6 km de Lambayeque, que tiene como monumento principal una pirámide de 15 m de altura, con decoraciones semejantes a la Huaca del Dragón, cercana a Chan Chan (de los chimúes). Cercana a Chotuna se halla la Huaca Chornancap (Seornamcacum) que destaca por sus murales policromados con iconografía Lambayeque y por ser sede de entierros, siendo el más notable el de la llamada sacerdotisa de Chornancap.

### Batán Grande

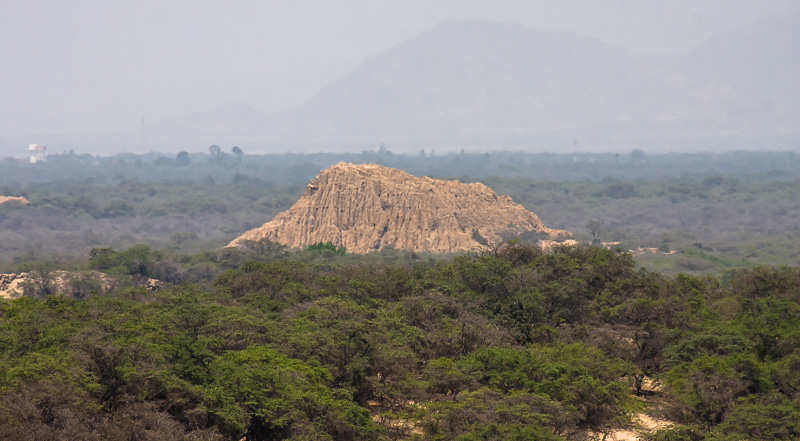
Huaca del Oro vista desde el cerro Las Salinas.

Se la considera la capital de Lambayeque durante la etapa de Sicán Medio. Está integrado por 20 pirámides, superiores a los 30 m. de altura, entre las cuales destacan: la Huaca del Oro (o del Loro), Huaca Las Ventanas, Huaca La Merced, Huaca Botija, Huaca Corte, Huaca Ingeniero, Huaca Rodillona, etc. No solo sirvió de lugar de culto religioso, adonde afluyeron miles de peregrinos por su prestigio como centro ceremonial, sino también de importante centro administrativo, que permitió a los reyes-sacerdotes afianzar su poder.
En la huaca del Oro, el arqueólogo Izumi Shimada desenterró la tumba de un personaje lleno de ornamentos de oro al que denominó como el Señor de Sicán, que vivió entre los siglos XI y XII.

### Túcume

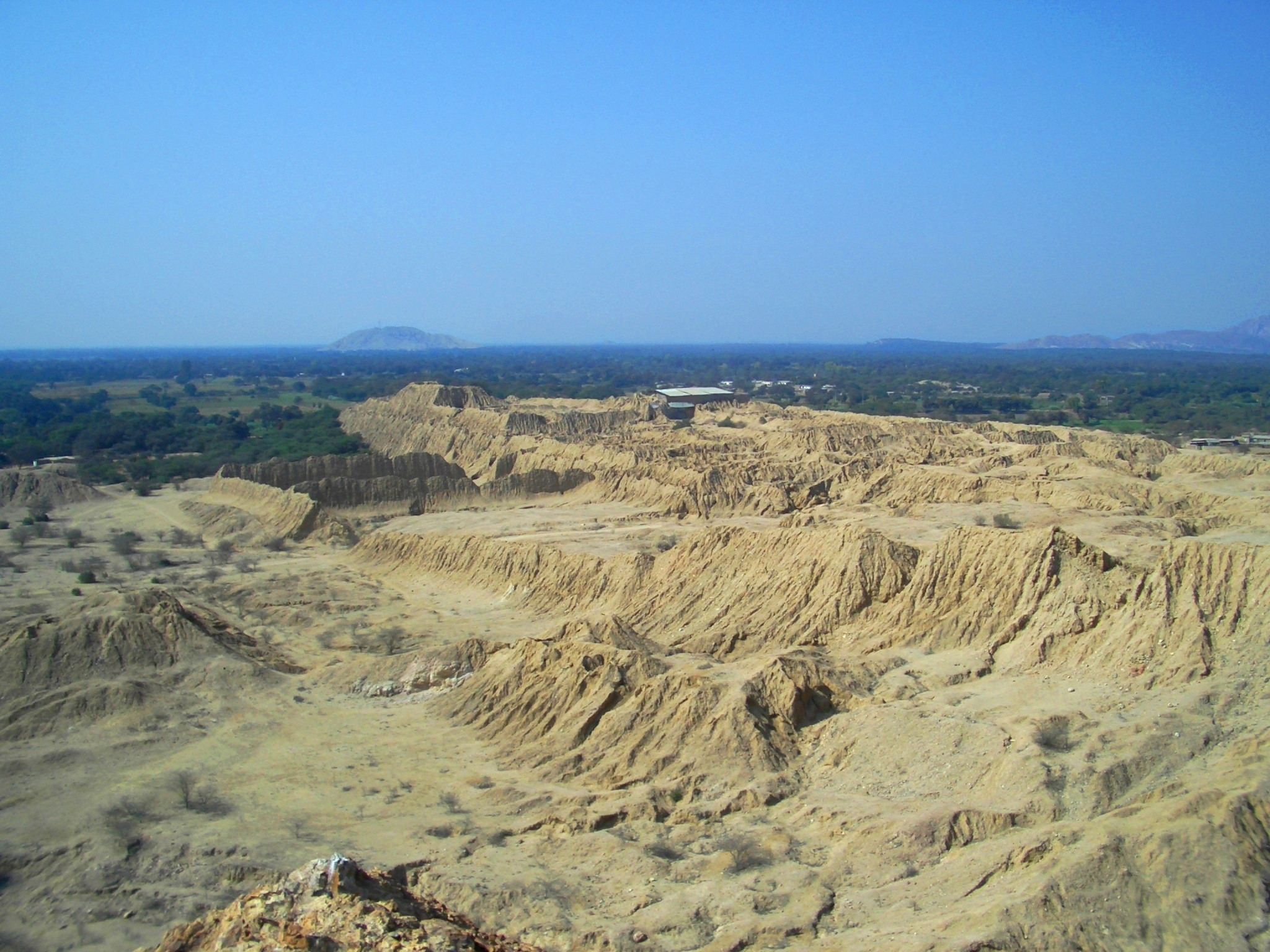
Huacas de Túcume.

Capital de Lambayeque durante la etapa Sicán Tardío, al igual que en el caso anterior, cumplió una importante función administrativa, aparte de la religiosa. Se encuentra a 10 km al sudoeste de Batán Grande, en un lugar estratégico, por estar ubicado en la confluencia de dos ríos, Lambayeque (ramal central) y La Leche, decisivos para la economía agrícola del reino.

### Apurlec
Este complejo ubicado en Motupe, es considerado uno de los más grandes del antiguo Perú y el que más puede aproximarse a la categoría de ciudad. Es notable por sus pirámides, depósitos y extensas calles, así como por sus canales y campos de cultivo en áreas anexas, lo cual indica que fue un importante centro de producción y distribución agrícola (más que ceremonial, como lo fueron los dos anteriores).

## Pinturas murales
En muchos monumentos arquitectónicos se pueden apreciar pinturas murales. Lamentablemente, muchas de estas pinturas están deterioradas por los estragos del clima y la acción destructora humana. No obstante, en la huaca Chornancap, en Lambayeque, encontramos paredes que reflejan temas relacionados con la agricultura y las cabezas trofeo. También en la Huaca del Oro, del complejo Batán Grande, se descubrieron en 1953 restos de un relieve pintado de rojo, amarillo y azul. Igualmente en Túcume, en su sector noreste, se desenterraron relieves planos con pintura que representan aves estilizadas. En la Huaca Chotuna también se pueden ver decoración en relieve que representan a aves marinas volando o en picada. En 1983 Walter Alva y Susana Alva descubrieron un mural en el sitio deÚcupe, en el valle de Saña.

## Metalurgia

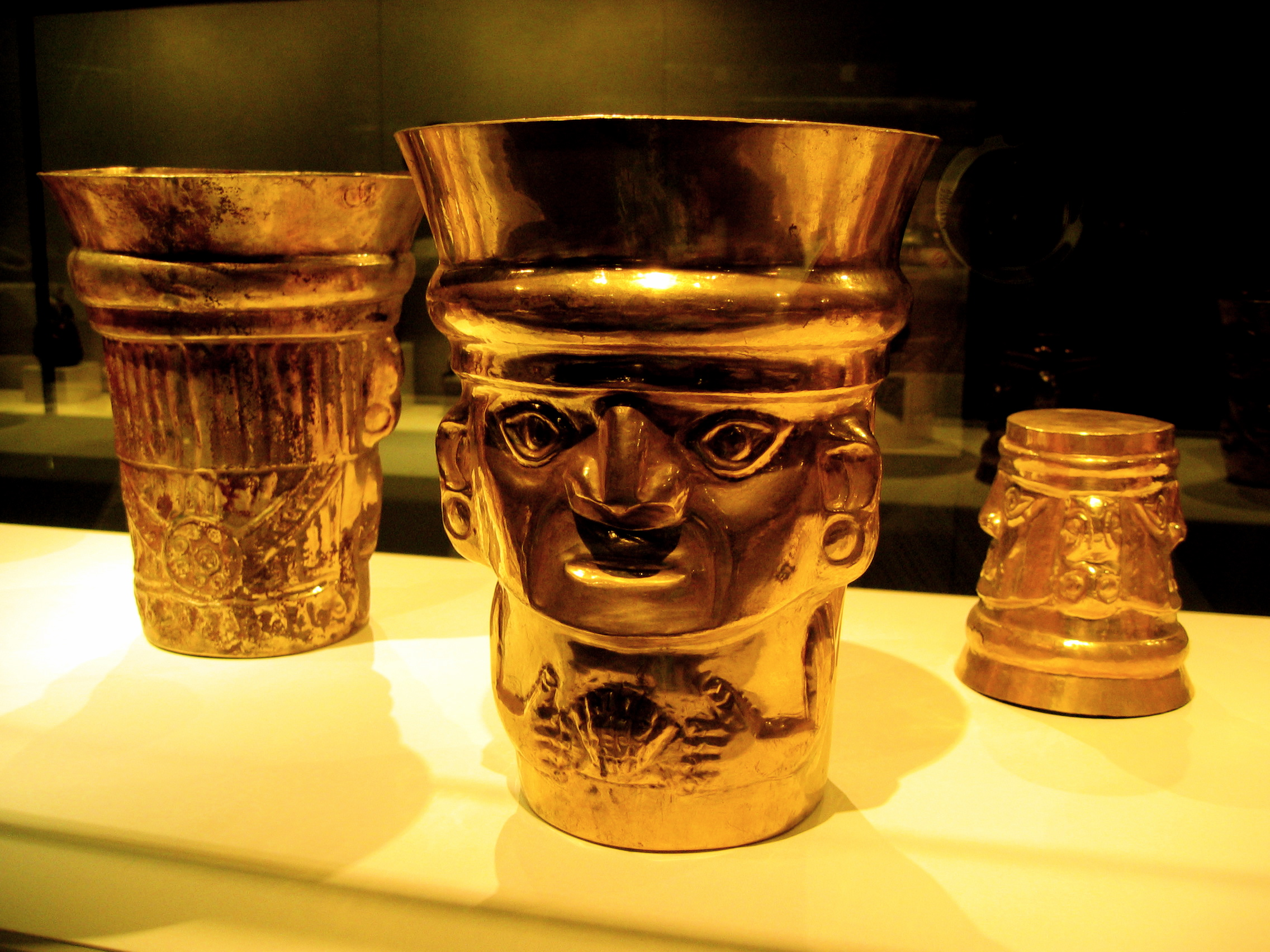
Vasos de oro del periodo Sicán medio, hallados en Lambayeque.

El empleo de metales provenía de la tradición moche, que en Lambayeque se perfeccionó con un mayor dominio técnico y nuevos estilos. Cubrieron todo el proceso metalúrgico, desde la extracción del metal (de las minas) hasta la preparación de aleaciones, y en esto último, precisamente, superaron a sus antecesores moches.

### Minería
Todo el proceso de trabajo de los metales empieza con la obtención del mineral en las minas. Existe evidencia de martillos e instrumentos de piedra especiales para sacar los trozos de mineral de sus metalurgia. El mineral era molido con pesados martillos de piedra y colocado en hornos para su fundición. Los hornos eran pequeños agujeros hechos en el suelo, que vistos desde arriba tienen forma de pera. Miden aproximadamente 30 × 25 cm y alcanzan profundidades de 20 a 25 cm. Interiormente llevan un recubrimiento resistente al calor.

### Orfebrería

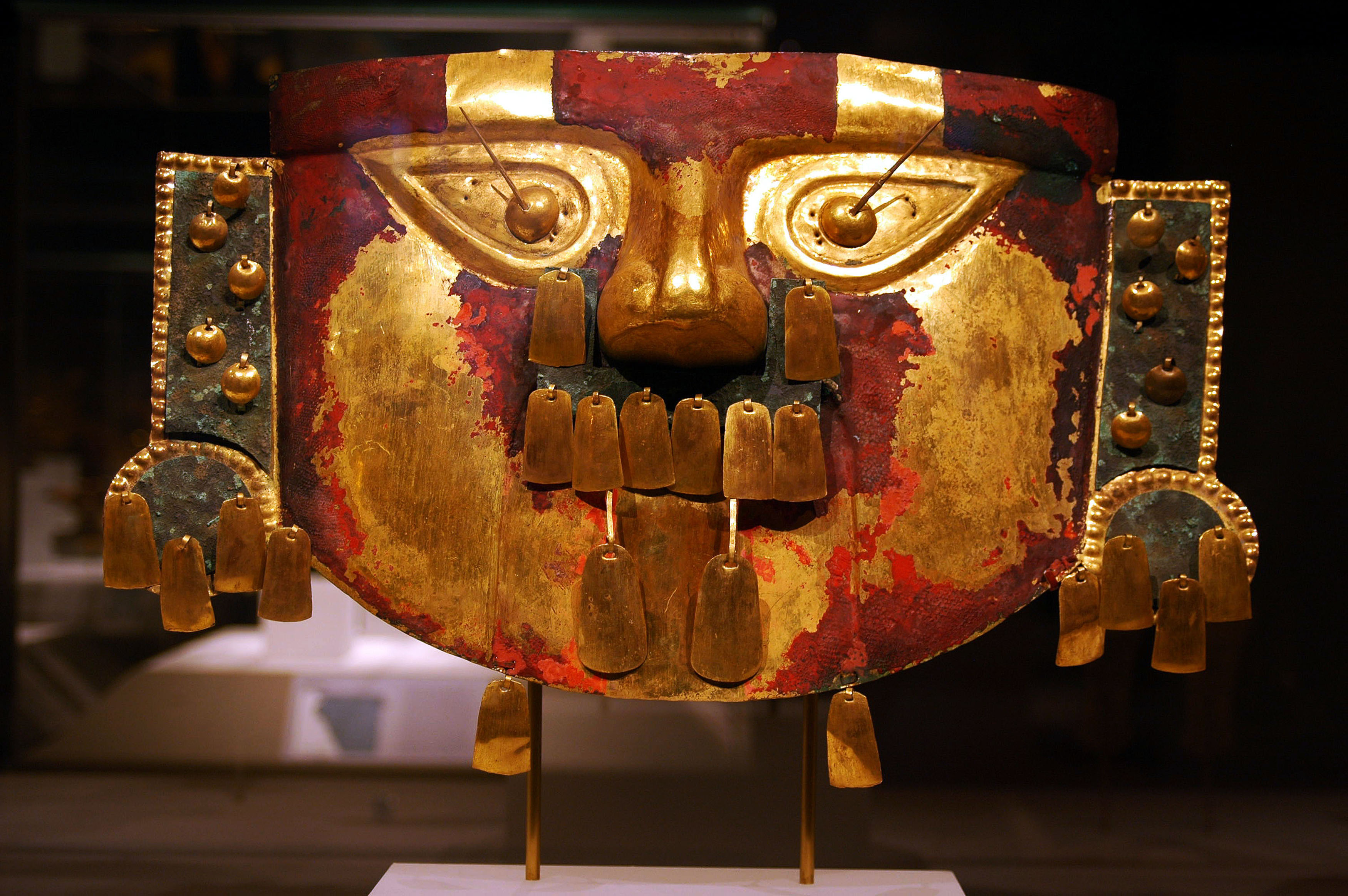
Máscara funeraria lambayeque proveniente de Batán Grande.

En orfebrería, es decir, en el arte de hacer joyas, fueron verdaderos maestros de la orfebrería precolombina. Y eso porque las técnicas anteriores fueron dominadas ampliamente, además de crearse otras nuevas para obtener brillos excepcionales e inventarse utensilios para moldear formas caprichosas. Dichas técnicas avanzadas son: el vaciado, el laminado, moldeo a cera perdida, soldaduras, repujado, planchado, aleaciones y dorado. Con el añadido decorativo de piedras preciosas (esmeraldas, turquesas, amatistas, cuarzo rosado, cristal de roca) y de perlas (blancas, rosadas y negras), hicieron máscaras, tumis (cuchillos ceremoniales), cetros, vasos, brazaletes, orejeras y collares, muchos de ellos con la imagen de Naylamp (el mítico ser que provenía del mar).
Destaca especialmente el tumi lambayeque, cuchillo ceremonial considerado como el “rey de la metalurgia precolombina”, el cual que consta de dos partes: el mango, que probablemente representa al dios Naylamp, y la hoja, que tiene forma de medialuna. Otro ejemplar destacable es la máscara funeraria de oro, también con rasgos de Naylamp u de otra divinidad con atributos marinos.

## Cerámica

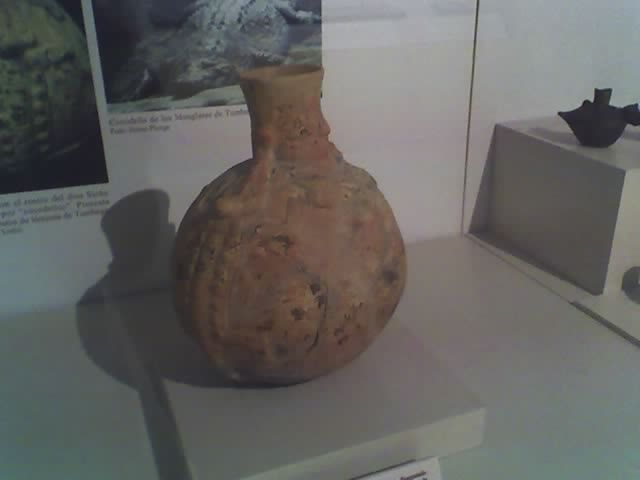
Cántaro representando una entidad divina (Museo Nacional Sicán).

La cerámica lambayeque tiene un estilo propio, sencillo y bello. A diferencia de la moche, se caracteriza por utilizar colores sobrios u oscuros, como el negro y gris, con un acabado similar al metal; aunque también hay colores "apastelados", como crema y naranja. Se encuentra con frecuencia la imagen de Naylamp, que también vemos en la orfebrería, así como un pequeño adorno: la escultura de un "simio agazapado".
Los trabajos se caracterizan por tener base en forma de pedestal (es decir, una base alta y circular), un cuerpo globular, picos largos y cónicos y asa en forma de puente. La forma más conocida es el llamado Huaco Rey, de forma globular con pedestal y con un solo pico largo.
En 1985, Shimada caracterizó cronológicamente a esta cerámica en tres períodos:
- El Sicán antiguo (750-900) caracterizado por la fuerte influencia de estilos foráneos como Cajamarca Medio y Wari/Pachacamac. Constituye una fase de transición entre el fin del Moche o el surgimiento de Sicán.

- El Sicán medio (900-1100) época que decae Wari, la cerámica de este período con el símbolo del señor de Sicán, se ha encontrado desde Ancón y Pachacámac hasta la Isla de la Plata cerca a Guayaquil.

- El Sicán tardío (1100-1375) la cerámica presenta un bruñido negro oscuro y negro manchado, por influencia de la cultura chimú, que acabó imponiendo su dominación en el territorio.

## Últimos descubrimientos
- En 2011, arqueólogos del Proyecto Arqueológico Chotuna-Chornancap, encabezados por Carlos Wester La Torre, descubrieron la tumba de una mujer ataviada con collares de chaquira y ornamentos de oro, plata y cobre, a la que denominaron la sacerdotisa de Chornancap. Se ubica en una estructura arquitectónica situada a unos 80 metros al sur de la huaca Chornancap.[2]

- En agosto de 2012 se dio a conocer un hallazgo de una tumba bajo los restos de la sacerdotisa de Chornancap, perteneciente también a un personaje de la élite.[3]

- En julio del 2013, trabajadores de Odebrecht para el Proyecto Irrigación Olmos, encontraron por primera vez vestigios de entierros a modo de sacrificios humanos y quemas de ofrendas ante la presencia de fenómenos naturales que destruyó sus cultivos. La zona de los hallazgos está ubicada a solo 300 metros de Olmos. Se trata de 15 ceramios y 11 esqueletos humanos de hombres, mujeres y niños. La zona de Olmos es considerada como fronteriza de la expansión de los sicán.[4]

- En septiembre de 2016, se dio a conocer el descubrimiento de un agrupamiento de 17 entierros prehispánicos en Chornancap, destacando una de ellos, al parecer perteneciente a un personaje principal, rodeado de objetos cerámicos, y flanqueado por los restos de dos niños con los pies amputados. Data de los siglos XV y XVI (época de la ocupación chimú-inca).[5][6]